# Cerkiew św. Mikołaja w Trembowli
Cerkiew św. Mikołaja w Trembowli – cerkiew greckokatolicka z XVI wieku (przebudowana w XVIII i XIX wieku) w Trembowli.

## Historia

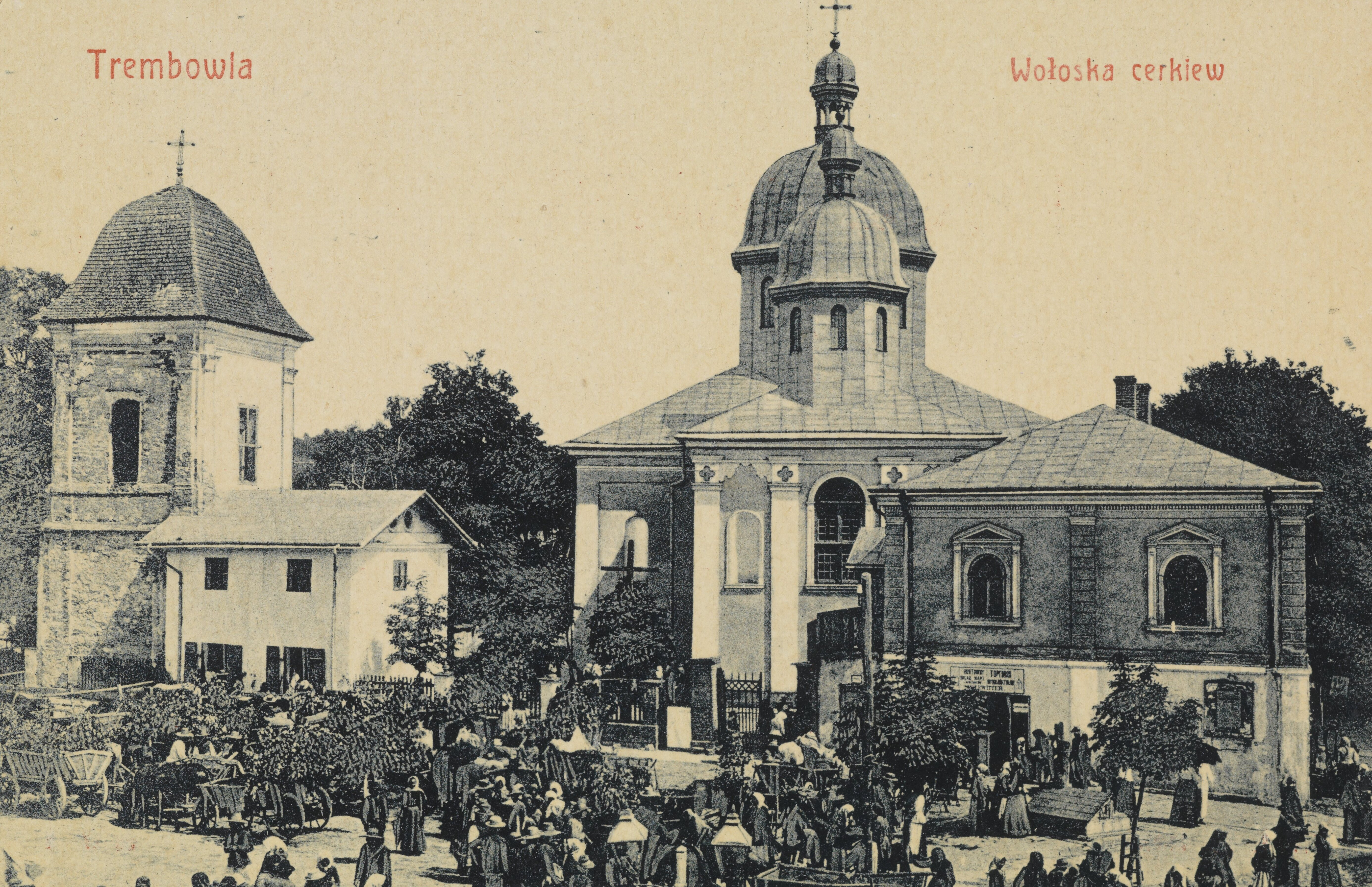
Widok cerkwi około 1910

Świątynia została wzniesiona w XVI wieku. Została przebudowana w 1734 roku i służyła jako obiekt obronny. Kolejna przebudowa, nieobejmująca prezbiterium, została przeprowadzona w 1896 roku. Około początku XXI wieku przeprowadzono renowację cerkwi. Należy ona do greckiego Kościoła katolickiego. 

## Architektura
Cerkiew św. Mikołaja jest położona niedaleko ratusza i kościoła karmelickiego. Pierwotnie była to gotycka świątynia jednonawowa, z babińcem i wielobocznym prezbiterium, zapewne pierwotnie z wieżą. Po przebudowie w XVIII wieku cerkiew otoczono murem z bramą wjazdową oraz postawiono dzwonnicę. Elementy obronne zachowały się w części prezbiterialnej.